# La Cofradía, Sinaloa
La Cofradía är en ort i Mexiko.   Den ligger i kommunen Mocorito och delstaten Sinaloa, i den västra delen av landet, 1 100 km nordväst om huvudstaden Mexico City. La Cofradía ligger 263 meter över havet och antalet invånare är 193.
Terrängen runt La Cofradía är huvudsakligen kuperad, men västerut är den platt. Runt La Cofradía är det ganska tätbefolkat, med 155 invånare per kvadratkilometer. Närmaste större samhälle är Paredones, 16,4 km söder om La Cofradía. I omgivningarna runt La Cofradía växer huvudsakligen savannskog.